# Pinzgauer Straße
Die Pinzgauer Straße (B 311) ist eine Landesstraße in Österreich. Sie führt von Bischofshofen nach Zell am See, und dort weiter über Saalfelden nach Lofer.
Sie ist die Hauptverbindung vom Pongau in den Pinzgau, der sonst nur über das kleine deutsche Eck (deutsche B 21 – Loferer Straße B 178, in Lofer schließt die B 311, die B 178 weiter St. Johann in Tirol – Wörgl im Inntal) und die pass- und hindernisreiche Hochkönig Straße (B 164 Bischofshofen – St. Johann i.T., Kreuzung mit der B 311 in Saalfelden). Damit ist diese Strecke Teil der wichtigsten innerösterreichischen Ost-West-Verbindung.
Sie war eigentlich als Pinzgauer Schnellstraße (S 11) geplant. Es wurden jedoch nur drei Abschnitte verwirklicht:
- die Umfahrung Bischofshofen (Knoten Pongau/Bischofshofen der Tauern Autobahn (A 10) bis Anschlussstelle Mitterberghütten) mit Anschluss an die Hochkönig Straße, und Ausbau bis zur Salzachbrücke bei Einöden
- der Abschnitt von der Gasteiner Straße bis kurz vor Taxenbach (mit den ASt. Lend/Embach und Eschenau)
- ein kurzes Stück der Umfahrung Bruck an der Glocknerstraße (mit der ASt. Großglockner-Hochalpenstraße)

Diese Abschnitte sind jeweils vierspurig ausgebaut. Nach der Streichung des Projektes durch die Bundesstraßengesetznovelle 1986 wurden diese Abschnitte in die zweispurige B 311 integriert, die Umfahrung Bischofshofen wurde zur Autostraße erklärt, ab der Auffahrt Bischofshofen bis hin zur A10 Knoten Pongau gilt sie sogar als Autobahn (beziehungsweise Autobahnzubringer) und wird seit 2019 offiziell auch A10A genannt. Dabei steht in Richtung Bischofshofen nur ein Fahrstreifen zur Verfügung.
Wichtige Ausbauten sind auch die Umfahrung Zell am See (Schmittentunnel, 5,1 km, Freigabe 1996) und die Umfahrung Schwarzach im Pongau (Schönbergtunnel, 2,9 km, Freigabe 1999).

## Geschichte
Am 15. Juni 1836 wurden im  Kaiserreich die Bauaufträge für den Straßenbau zwischen Taxenbach und Mittersill vergeben.
Die Gasteiner Straße von Bischofshofen über Lend nach Badgastein und die Pinzgauer Straße von Lend über Mittersill zum Pass Thurn gehören zu den ehemaligen Reichsstraßen, die 1921 als Bundesstraßen übernommen wurden. Bis 1938 wurde die Pinzgauer Straße als B 54 bezeichnet, nach dem Anschluss Österreichs wurde die Pinzgauer Straße bis 1945 als Teil der Reichsstraße 318 geführt.
Die Mittelpinzgauer Straße zwischen Lofer und Bruckberg wurde 1937 durch Beschluss der Bundesregierung zur Bundesstraße erklärt. Bis 1938 wurde die Mittelpinzgauer Straße als B 55 bezeichnet, nach dem Anschluss Österreichs wurde die Mittelpinzgauer Straße bis 1945 als Teil der Reichsstraße 21 geführt.
Gemäß Bundesstraßengesetz von 1948 wurde die gesamte 137 km lange Straße von Salzburg bis zum Pass Thurn einheitlich als Salzachtal Straße (B 159) bezeichnet.
Gemäß Bundesstraßengesetz von 1971 sollte die Pinzgauer Straße (B 311) die Salzachtal Straße auf dem mittleren Streckenabschnitt zwischen Bischofshofen und Bruckberg ersetzen. Der westlichste Streckenabschnitt zwischen Bruckberg und Mittersill wird seit 1971 als Mittersiller Straße (B 168) bezeichnet.